# Коро (море)
Ко́ро (англ. Koro Sea) — межостровное море на юго-западе Тихого океана, окружённое островами архипелага Фиджи: Вити-Леву, Вануа-Леву, Тавеуни и островами Лау. Название получило от вулканического острова Коро, расположенного в архипелаге Фиджи на северо-западе моря.
Максимальная глубина составляет 2930 м; средняя глубина в северной и западной частях моря меньше, чем в восточной. Судоходство возможно лишь в центральной части моря и лишь по нескольким узким маршрутам — по причине обилия коралловых рифов между островами. Дно моря образовано характерными для океанических бассейнов базальтовыми породами.